# 2016年8月緬甸地震
2016年8月緬甸地震是2016年8月24日在緬甸當地時間17時34分（UTC+6:30）發生的黎克特制6.8級地震，震央位於緬甸中北部、伊洛瓦底江沿岸城鎮稍埠（Chauk）以西25 km（16 mi）處，距離熱門旅遊景點古都蒲甘約40 km（25 mi）。震源估計深度為84.1 km（52.3 mi），最高烈度為6度（強烈），此次地震在緬甸多處亦能感受搖晃，更甚鄰國孟加拉達卡、泰國曼谷及印度加爾各答均可感到震動。
地震在緬甸至少造成3人死亡，古都蒲甘則有多座古廟宇損毀，而加爾各答的地下鐵服務一度因此需要暫停。